# Nesolestes mariae
Nesolestes mariae – gatunek ważki z rodziny Argiolestidae.
Owad ten jest endemitem Madagaskaru. Znany jest tylko z okazu typowego odłowionego w 1960 roku na wyspie Nosy Boraha (fr. Île Sainte-Marie) położonej u północno-wschodnich wybrzeży wyspy Madagaskar.